# Foundation for Research & Technology – Hellas
Foundation for Research & Technology — Hellas (FORTH) (греч. Ίδρυμα Τεχνολογίας και Έρευνας - ΙΤΕ) — научно-исследовательский центр в Греции в ведении Министерства образования через Генеральный секретариат по исследованиям и технологиям. Он состоит из семи научно-исследовательских институтов, расположенных в различных городах Греции: Ираклион, Ретимнон, Патры и Янина. Штаб-квартира Фонда, а также центральные офисы администрации, расположены в Ираклионе на острове Крит.
Основанный в 1983 году, FORTH, сегодня — всемирно известный и один из крупнейших научно-исследовательских центров Греции. Исследовательские работы FORTH сосредоточены в научных, социальных и экономических областях, таких как: информатика, молекулярная биология, лазеры, телекоммуникации, микроэлектроника, робототехника, биотехнологии, материалы, медицинская техника, прикладная и вычислительная математика, биомедицинские, средиземноморские и исторические исследования. FORTH так же управляет Crete University Press, независимым некоммерческим издательством.

## Институты
FORTH в настоящее время состоит из следующих научно-исследовательских институтов:
- Институт биомедицинских исследований — BRI
- Институт прикладной вычислительной математики — IACM
- Институт химического машиностроения и высокотемпературных процессов — ICE / HT
- Институт компьютерных наук — ICS
- Институт электронных структур и лазеров — IESL
- Институт средиземноморских исследований — IMS
- Институт молекулярной биологии и биотехнологии — IMBB (директор — Нектариос Тавернаракис)

С 1987 по 2000 год Инженерно-исследовательский институт химических процессов (CPERI), основанный в Салониках, был также частью FORTH. В 2000 году CPERI был отделен от FORTH, чтобы стать основой нового исследовательского центра, National Centre for Research and Technology-Hellas (CERTH).